# 布吕吉埃峰

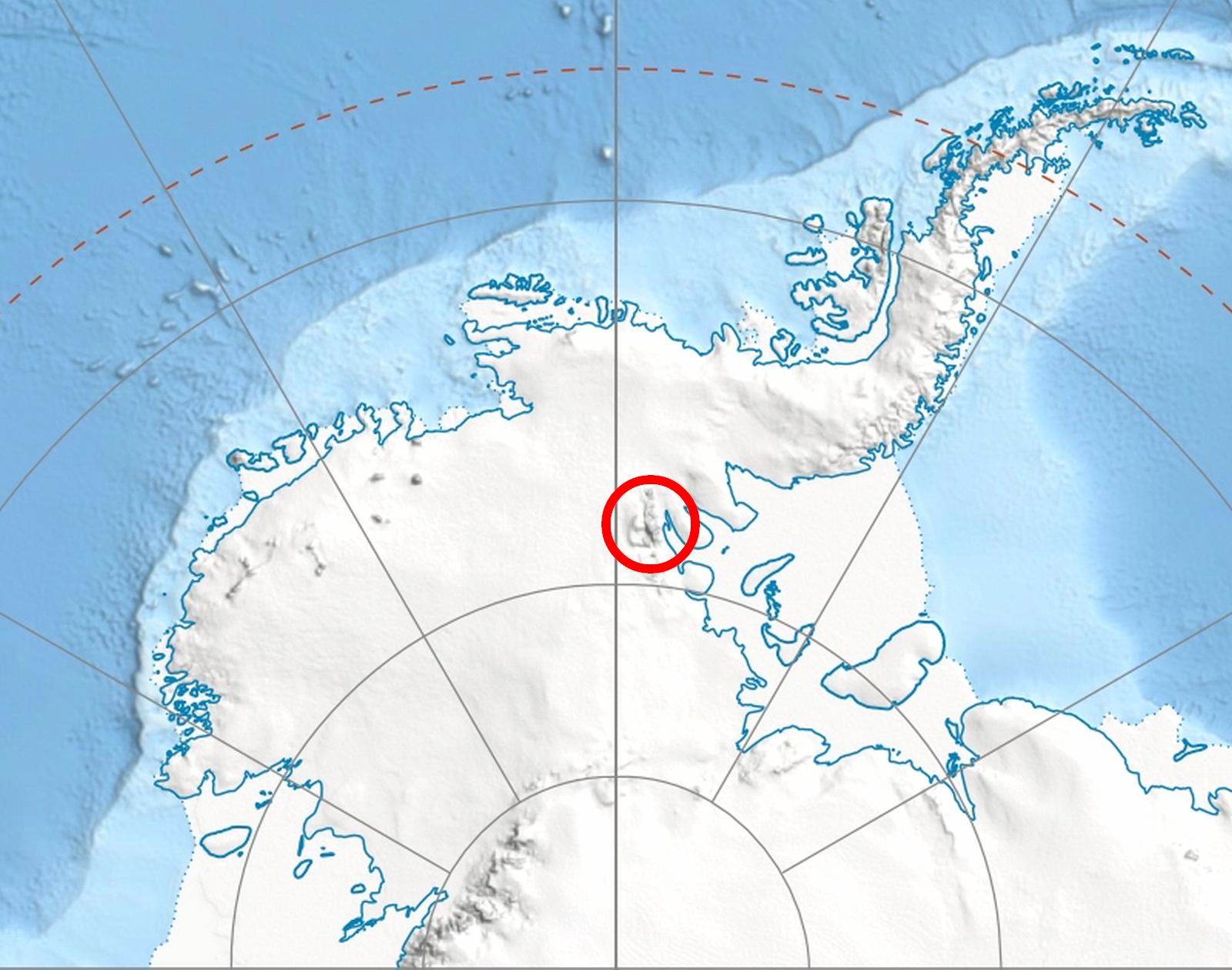

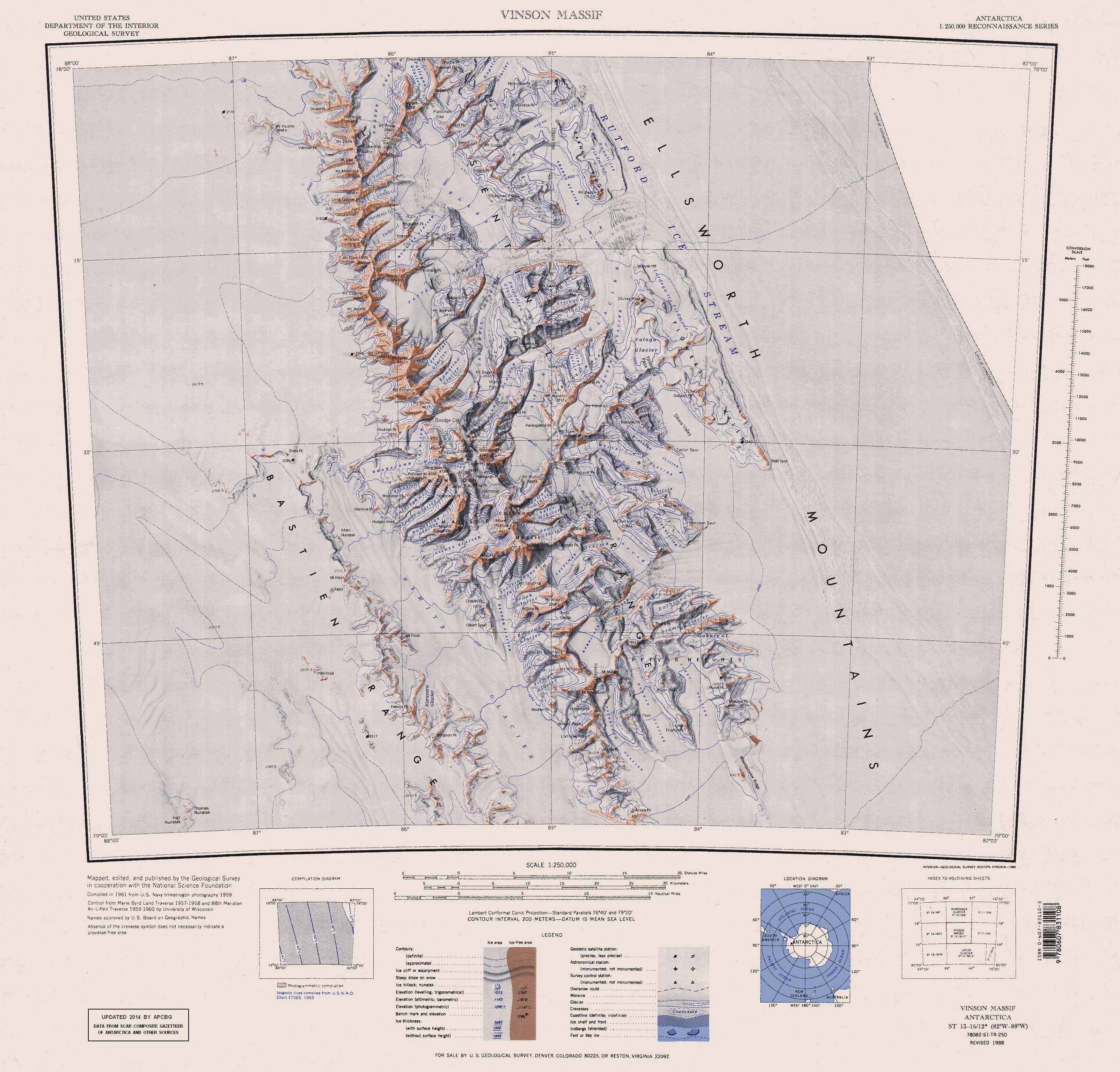

布吕吉埃峰（英語：Bruguière Peak）是南極洲的山峰，以法国动物学家让-纪尧姆·布吕吉埃命名，座標78°15′17″S 85°51′45″W，位於埃爾斯沃思地，屬於埃爾斯沃思山脈中森蒂納爾嶺的一部分，海拔高度2,300米（7,550英尺），東南面是魯姆亞納冰川，西北面是德柳冰川，現時由南極條約體系管理。